# Thomas Norton
Thomas Norton (1532 - 10 de marzo de 1584) era un abogado inglés, político, poeta y no, como se ha señalado alguna vez, el jefe de los interrogadores de la Reina Isabel I. Era un hombre de negocios.

## Vida
Nació en Londres y se educó en la Cambridge, y pronto se convirtió en secretario del Edward Seymour, primer duque de Somerset, llamado Protector Somerset. En 1555 fue admitido como estudiante en el Inner Temple, y se casó con Margery Cranmer, hija del arzobispo. Desde que tenía 18 años, Norton componía versos. Tenía relación con Jasper Heywood; como escritor de sonetos contribuyó a la Tottel's Miscellany, y en 1560 escribió, junto a Sackville, la primera tragedia inglesa, Gorboduc, que fue representada ante Isabel I en el Inner Temple el 18 de enero de 1561.
En 1562 Norton, que había sido miembro de un parlamento anterior como representante de Gatton, se convirtió en miembro del Parlamento por Berwick, y entró en política desarrollando una gran actividad. En cuanto a la religión, le inspiraron los sentimientos de su suegro, y estaba en posesión del código de ley eclesiástica en manuscrito de Thomas Cranmer, y le permitió a John Foxe publicarlo en 1571. Marchó a Roma para un asunto legal; en 1579, y desde 1580 hasta 1583 visitó con frecuencia las islas del Canal como comisionado para realizar una investigación sobre el estado de estas posesiones. 
El calvinismo de Norton creció con los años, y al final de su carrera se convirtió en un rabioso fanático. Su castigo a los católicos, como su censor oficial desde 1581 en adelante, llevó a que realizara varias sesiones de interrogatorio en la Torre de Londres usando instrumentos de tortura como "The Rack," que estiraba el cuerpo hasta romperlo, hasta que las articulaciones se dislocaban y luego se separaban del resto del cuerpo. Por ello le llamaron "Rackmaster-General" y "Rackmaster Norton."
Al final su turbulento puritanismo hizo que incluso los obispos ingleses le tuvieran miedo; fue privado de su cargo y encarcelado en la Torre de Londres. Thomas Walsingham lo dejó en libertad, pero la salud de Norton quedó afectada, y el 10 de marzo de 1584 murió en su casa de Sharpenhoe, Bedfordshire.

## Gordobuc
La tragedia de Gordobuc (The Tragedie of Gorboduc) se representó por vez primera en 1565, y, en versión mejorada, como La tragedia de Feerez y Porrex (The Tragedie of Feerex and Porrex), en 1570. Las primeras poesías de Norton han desaparecido en su mayor parte. De sus numerosos panfletos anticatólicos, los más interesantes son los que se refieren a la rebelión de Northumberland y los que tratan del proyectado matrimonio entre María Estuardo y el duque de Norfolk. Norton también tradujo la obra de Calvino, Institutes (1561) y el Catecismo (1570) de Alexander Nowell.
Gorboduc aparece en varias colecciones dramáticas y fue editado separadamente por WD Cooper (Shakespeare Soc. 1847), y por Miss Toulmin Smith en Englische Sprache- und Literatur-denkmale (Volkmoller, 1883). El mejor relato sobre Norton, y su lugar en la historia de la literatura, es el de Sidney Lee en su Dictionary of National Biography.